# Браоне
Брао̀не (на италиански: Braone, на източноломбардски: Bragù, Брагу) е село и община в Северна Италия, провинция Бреша, регион Ломбардия. Разположено е на 396 m надморска височина. Населението на общината е 666 души (към 2013 г.).